# 弦楽四重奏曲第9番 (ベートーヴェン)
弦楽四重奏曲 第9番 ハ長調 作品59-3（げんがくしじゅうそうきょく だい9ばん ハちょうちょう さくひん59-3）は、ルートヴィヒ・ヴァン・ベートーヴェンが1806年に作曲した弦楽四重奏曲。ベートーヴェンはラズモフスキー伯爵によって弦楽四重奏曲の依頼を受けた。そのようにして作曲された3曲の弦楽四重奏曲はラズモフスキー四重奏曲として作品59として出版された。これはその3曲目に当たるのでラズモフスキー第3番と呼ばれる。

## 概要
これらの3曲は作品18の6曲とは作風・スケールなどによって大きな隔たりを持つ。形式の拡大、徹底した主題労作や統一、またロシア民謡の採用もみられ、今までにない異例の長大さを示す。それはもはや室内楽の規模ではなく、交響的な音世界を表現している。特にこの第3番は、前の2曲のフィナーレともいえる堂々とした構成と曲想を持ち、フーガ的な楽章によって、全曲を締めくくるものである。また、曲集は当時の人には斬新すぎて受け容れてもらえなかったとされる。

## 曲の構成
第1楽章 Introduzione, Andante con moto-Allegro vivace
ハ長調、4分の3拍子。減七の和音の強奏に始まる和声的な緩やかな序奏部を持つ。そこに主和音は現れず、混沌とした雰囲気を醸し出している。ソナタ形式の主部は躍動感溢れる第1ヴァイオリンのパッセージによって導かれる非常に堂々としたものである。その主題の動機は楽章全部に渡って労作される。第2主題は推移主題から導かれたもので、断片的である。展開部は主に第1主題を扱う。クライマックスを築いてから、トリルで再現部へと続く。コーダは第1主題を扱う。
構成の面でモーツァルトの弦楽四重奏曲第19番 ハ長調 K.465との関連性も指摘されているが、ベートーヴェン的でもある。
第2楽章 Andante con moto quasi Allegro
イ短調、ソナタ形式。チェロによるピチカートの伴奏によって、憂鬱な主題が第1ヴァイオリンで淡々と歌われる。それは和声短音階が用いられ民族的でもある。第2主題は対位法的に現れる。展開部も対位法的に進む。再現部では第1主題が変奏されて再現するが、第2主題は再現しない。
第3楽章 Menuetto, Grazioso
ハ長調、4分の3拍子、3部形式。メヌエットであり、いくらか古典に回帰したような印象を受けるが、コーダから終楽章にアタッカされフィナーレの橋渡しとなる。トリオはヘ長調。
第4楽章 Allegro molto
ソナタ形式。その曲想と構成は全曲の力点となるだけでなく、Op.59の3曲の四重奏曲全曲のフィナーレを成すものである。主題はフーガ風に構築され、やがて一つの構築物となる。第2主題は主題の動機による断片的なものであり、展開部は主題を反行形などを用い様々に展開する。その中盤は第1ヴァイオリンから順に1本の弦だけで旋律が受け渡され、大変緊張する。再現部はフーガ主題に対旋律が加わり、さらに白熱し、和声的なコーダによって力強く堂々と閉じられる。